# Per H. Lundegårdh
Per Henrik Lundegårdh, född den 14 februari 1919 i Lund, död den 9 augusti 2000 i Risinge, Mörbylånga, var en svensk geolog.
Lundegårdh var son till Henrik G. Lundegårdh och dennes maka Sigrid, född Svensson. Han disputerade för filosofie doktorsgrad vid Uppsala universitet 1946, utsågs till förste statsgeolog 1962 och tilldelades professors namn 1983.